# Gasolin’
A Gasolin' egy koppenhágai dán rockzenekar, melyet Kim Larsen, Franz Beckerlee és Wili Jønsson alapított 1969-ben.

## Története
Első dobosuk Bjørn Uglebjerg volt, akinek helyére 1971-ben Søren Berlev került, ezután a felállás változatlan maradt.
1970-ben jelent meg az első kislemezük a Silky Sally amit a Child of Institution és a Johnny The Jackpot követett. Ezek mind angol nyelven lettek felvéve, viszont az első albumuk már dánul jelent meg ugyanis anyanyelvükön jobban ki tudták fejezni magukat.
1972-től 1978-ig ők voltak a legnépszerűbb dán rockzenekar, sokszor említették őket a dán Beatles-ként. A Gasolin' is pályája csúcsán oszlott fel, éppúgy mint a Beatles; az okok a külföldi piacra való sikertelen betörési kísérlet és személyes nézeteltérések voltak.
Kim Larsen ezután szólókarreirbe kezdett, majd másik együtteshez csatlakozott, akárcsak Wili Jønsson és Søren Berlev. Franz Beckerlee művészként dolgozik.
2006-ban a Gasolin' 4-ever című dokumentumfilm, melyet Anders Østergaard rendezett, a legsikeresebb dán dokumentumfilm lett. Ezt leszámítva a csapat soha nem állt össze újból.

## Tagok
- Kim Larsen (vokál, gitár)
- Wili Jønsson (basszus, vokál)
- Franz Beckerlee (gitár, vokál)
- Bjørn Uglebjerg (dob)
- Søren Berlev (dob)

## Lemezeik

### Nagylemezek
- Gasolin' (1971) CBS 64685
- Gasolin' 2 (1972) CBS 65229
- Gasolin' 3 (1973) CBS 65798
- Gasolin' (1974) CBS 80099
- The Last Jim (1974) CBS 80470
- Stakkels Jim (1974) CBS 80549
- Gas 5 (1975) CBS 80993
- Live sådan (1976 - koncertfelvétel) CBS 88207
- What a Lemon (1976) Epic EPC 81436 (NL)
- Efter endnu en dag (1976) CBS 81650
- Gør det noget (1977) CBS 82378
- Killin' Time (1978) CBS 82900
- Live i Skandinavien (1978 - koncertfelvétel) CBS 83240
- Supermix 1 (1980 - válogatás) CBS 83985
- Supermix (1980 - válogatás) CBS 84154
- Rabalderstræde Forever (1991 - válogatás) CBS 467871 1
- Derudaf Forever (1993 - koncertfelvétel) COL 473076 1
- A Foreign Affair (1997 - válogatás) COL 417177 2
- Gasolin' Forever (1999 - válogatás) COL 9907-03
- The Early Years (2000 - válogatás) COL 498472 2
- A Foreign Affair II (2002 - válogatás) COL 2965-05
- The Black Box (2003 - doboz) COL 513876 2

### Kislemezek
- "Silky Sally" / "I've Got to Find The Loser" (1970 - Spectator Records)
- "Child of Institution" / "The Escape and W.J." (1970 - Sonet)
- "Johnny The Jackpot" / "Get in Touch with Tomorrow" (1971 - CBS)
- "Holy Jean" / "Lady Rain" (1973 - CBS)
- "Fed lykke til alle" / "I Love You Baby and Truckdriver Blues" (1973 - CBS)
- "Hva' gør vi nu, lille du" / "Keep on Knockin' " (1976 - CBS)
- "Endelig jul igen" / "Get On The Train" (1977 - CBS)
- "Where Do We Go Now, Mon Ami" / "Killin' Time" (1978 - CBS)
- "Uh-Lu-La-Lu" / "Killin' Time" (1978 - CBS)
- "Bob-Shi-Bam (Live)" / "Girl You Got Me Lonely" (Live) (csak 12 hüvelykes kék vinyl) (1978 - CBS)
- "Dejlig er jorden" / "Endelig jul igen" (1979 - CBS)

## Külső hivatkozások
- Diszkográfia
- Brødre i Ånden